# Marek Zając
Marek Zając (Cracovia, 17 settembre 1973) è un allenatore di calcio ed ex calciatore polacco, di ruolo difensore.

## Palmarès

### Giocatore

#### Competizioni nazionali
- Campionato polacco: 2

Wisła Cracovia: 1998-1999, 2000-2001
- Campionato cinese: 1

Shenzhen Jianlibao: 2004
- Coppa di Lega polacca: 1

Wisła Cracovia: 2001
- Supercoppa di Polonia: 1

Wisła Cracovia: 2001